# Camptopoeum abbasi
Camptopoeum abbasi is een vliesvleugelig insect uit de familie Andrenidae. De wetenschappelijke naam van de soort is voor het eerst geldig gepubliceerd in 1985 door Warncke.